# 千代の国憲輝
千代の国 憲輝（ちよのくに としき、1990年7月10日 - ）は、三重県伊賀市出身で九重部屋所属の元大相撲力士。本名は澤田 憲輝（さわだ としき）。身長182.0cm、体重148.0kg、血液型はA型。最高位は東前頭筆頭（2017年5月場所）。現在は年寄・佐ノ山。兄は同じく九重部屋に在籍した元大相撲力士の千代の眞。

## 来歴
寺院の息子として生まれ、幼少時から日本空手道　義心塾で空手を習うなど大の格闘技好きだった。4つ年上の兄・賢澄、2つ年上の姉と自身は共に父に厳しく拳骨で育てられたこともあって、数々の大会に出場し賞を独占するなどして「伊賀の澤田3兄弟」と全国に名が知れ渡るほどであった。幼少の頃、千代の富士ファンの父と九重部屋に名古屋場所宿舎へ稽古見学に行き力士の強さに感動したことから、小学4年生の時点で既に「将来は力士になる」と決めていたという。見学の際にしゃぶしゃぶ鍋やウナギなどの御馳走を振る舞われたことも心が動いた要因であり、後に本人が「九重部屋に入ったらこんな御馳走を毎日食べられるのか」と驚いていたと、2017年9月場所後のトークライブで語っている。名張市立北中学校では柔道部に所属し主将を務め、全国大会ではベスト16という成績を残した。卒業後の2006年に九重部屋に入門、同年5月場所に本名の澤田で初土俵を踏む。両肩の脱臼癖があり序二段と三段目でやや苦労したが、2010年3月場所に7戦全勝の成績で序二段優勝を果たした。四股名「千代の国」は父が考案したものであり、三段目昇進の際に父が本人に伝えた。その後は着実に番付を伸ばし、2010年11月場所では東幕下58枚目で6勝1敗の成績を挙げて6人の力士による幕下優勝決定戦まで進出したが、1回戦で栃翼に敗れた（優勝は妙義龍）。2011年5月技量審査場所は東幕下9枚目で5勝2敗の成績を挙げ、本来ならば十両へ上がれる位置と成績ではないが、大相撲八百長問題にて大量の引退・解雇力士が出たため、翌7月場所において20歳で新十両への昇進を果たした。その場所では8勝7敗と勝ち越しを決めた。
自身が所属する九重部屋では兄弟子であった千代白鵬が大相撲八百長問題に関係し引退しており、複雑な心境であったようであり、記者会見では「まだ正直実感が湧かない。自分が十両になるのかという不思議な気持ち」と語った。新入幕の前からしばらくは腕立て伏せ1000回、しこ500回で徹底的に鍛えこんでいた。2012年1月場所に入幕するも2場所連続で右肩の脱臼で途中休場した。5月場所は場所前の稽古中に再発した脱臼が治らず全休、7月場所では十両へ降格した。その場所では8日目の政風戦で左手靱帯を断裂する大怪我（全治4週間）を負ったが、10日目で勝ち越しを決めるとその後も勝ち星を伸ばし、最終的に11勝4敗の成績で十両優勝となった。場所後に行われた夏巡業は怪我が治らず休場した。翌9月場所は東十両3枚目まで番付を戻し、後半まで優勝争いに残り10勝5敗の好成績を残した。
翌11月場所から2013年3月場所まで交互に幕内と十両に在位し、3月場所から7月場所までは連続して幕内の土俵へ上がったものの、1勝3敗で迎えた7月場所5日目の碧山戦ではほぼ水平に開脚するという無理が祟って左足付け根を負傷し、「左太もも二頭筋損傷などで約15日間の通院加療が必要と診断」されて6日目から休場となった。翌場所以降は怪我が完治したと言い切れない状態で出場し、11月場所12日目の肥後ノ城戦を勝利した後に「右踵骨（しょうこつ）骨挫傷などで約4週間の安静加療が必要」と診断される怪我を負い、結局7勝5敗で勝ち越し目前ながら13日目から途中休場。2014年3月場所は9勝6敗の成績を残し、これが自身5場所ぶりの勝ち越しとなった。翌5月場所は運良く再入幕を果たし、西前頭16枚目の地位を得た。ところがこの場所の初日に新入幕で幕尻（東前頭17枚目）の佐田の海に送り出された際に負傷した結果、日本相撲協会に「右踵骨骨折で約1週間の安静を要する」との診断書を提出し、休場する事態に陥った。
西十両13枚目まで地位を落としたことで関取維持を懸ける状況に置かれた9月場所は7日目まで3勝4敗とした末に「両ひざ半月板損傷で約1カ月の安静加療が必要」と診断された中日から途中休場。これにより新十両昇進から連続して20場所務めた関取の座から離れるに至った。
幕下に落ちただけにとどまらず、以前から体調を崩していた父の容体が悪くなったと兄から連絡が入った。休場中に帰省し、やせ細って別人のようになった父から励ましの言葉を受ける。その2日後、父は息を引き取った。2015年の正月には兄からアドバイスを受け、未練がましく「関取に戻る」と考えていたところから純粋に関取に上がるという考えを持つようになった。
その後は2場所全休した後、三段目に落ちた2015年3月場所は7戦全勝で三段目優勝を果たした。これにより5月場所の番付では一気に幕下18枚目まで番付を戻すと、4場所連続で勝ち越しを続け、11月場所で西幕下4枚目で5勝2敗としたことが決め手となり、2016年1月場所で8場所ぶりに十両に復帰することが決まった。
2016年1月場所では10勝をあげて優勝に絡む活躍を見せ、翌場所でも9番勝って十両上位へと復活した。5月場所は東十両3枚目の番付で終始優勝争いの先頭に立ち続け、14日目には奇しくも前日まで全く同じ星の並びで併走していた佐藤との2敗対決を制して初めて単独トップに立ち、千秋楽にその佐藤が敗れて2度目の十両優勝が決まった（千代の国も千秋楽に敗れたため、成績は12勝3敗）。この好成績により、続く7月場所は再入幕で東前頭9枚目に昇進。騏乃嵐、土佐豊に次いで史上三人目の三段目から再入幕を果たす。この場所は8勝を挙げて勝ち越したが、右膝の怪我で13日目から途中休場した。翌9月場所は4年半ぶりの自己最高位更新となる東前頭6枚目となった。この場所は14日目まで連敗がないなど安定して白星を挙げ、8勝7敗で自身初の幕内での2場所連続勝ち越しを収めた。10月6日の秋巡業千葉場所では稀勢の里（当時は大関）に指名されて9番取り、何度投げ飛ばされても必死の形相で立ち向かうことから、雑誌で「きょうの（この千葉場所の）主役は千代の国」と評された。11月場所は初日からの4連敗と7日目からの3連敗が響いて5勝10敗の負け越し。

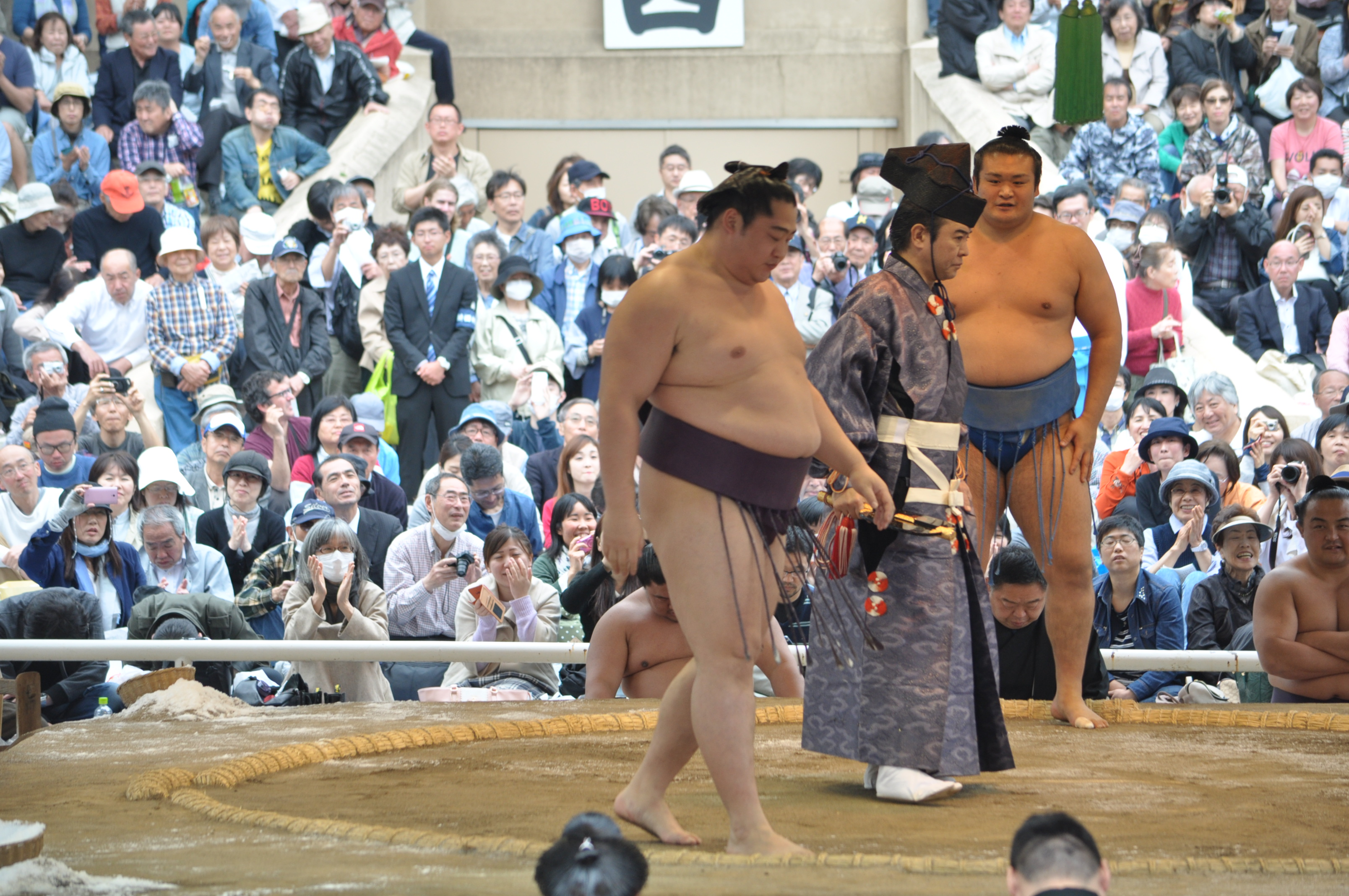
靖国神社奉納大相撲 千代の国関の相手は遠藤関（2017年4月17日撮影）

2017年1月場所は9日目の嘉風戦で敗れた際に嘉風から、連日敢闘精神あふれる相撲を取る自身について「自分ごときが言うのもアレですが、一目置いてるというか気持ちのいい力士ですね。ガッツあるし、良く稽古するし、まじめだし、熱心ですよね」と褒め言葉を並べてもらうなど相撲ぶりが良く、場所成績も9勝6敗と勝ち越しに終わった。
2017年3月場所は7日目の嘉風戦で嘉風の押しに後退したところで思い切り引き、相手をよけようと右足を肩より高く上げ“Y字バランス”の体勢で土俵際で残してそのまま引き落としで勝った。取組後、「（千代）鳳の分も頑張ろうと思った」と弟弟子を気遣うコメントを残した。この場所は9勝6敗の勝ち越しに終わった。場所後の4月25日にはそれまで7年間交際していた一般女性と結婚。馴れ初めは千田川（元小結・闘牙）から友人との食事に誘ってもらった時であり、当時19歳の自分と同い年であったその女性の気配り上手さに感心したという。妻は当時、千代の国の四股名を含めて相撲のことなど知らなかったという。5月場所は初の上位総当たり戦となり、2日目には鶴竜戦で自身初となる金星を獲得するが、それ以降は中日の大栄翔戦を除いて黒星を並べるなど幕内上位の壁に阻まれ、この場所は2勝13敗。東前頭11枚目まで番付を下げた7月場所は8勝7敗と勝ち越し。9月場所は幸運にも4枚上昇の東前頭7枚目で迎えた。終盤に3連勝を見せるなど9勝6敗として2場所連続の勝ち越しとした。
2017年11月場所は不調で初日から連敗するなど9日目で負け越し。10日目は横綱・稀勢の里が休場したため不戦勝となったのをきっかけに終盤で持ち直したが、6勝9敗と不調の場所だった。
2018年5月場所は西前頭11枚目で迎え、速攻相撲が冴え渡り3日目から7連勝し、幕内で自身最速となる9日目での勝ち越しを決める。10日目・11日目は連敗となったが、12日目から千秋楽まで再び連勝し、これまた幕内で自身初となる2桁白星の12勝3敗を記録して、初の三賞となる敢闘賞を受賞。三賞受賞インタビューでは「（12勝したのは）自分でもビックリするくらいうれしいです」と喜びを爆発させた。また、千秋楽の相撲（相手は輝）をテレビで見守った兄の賢澄は「もう弟というより、立派な関取です。私も相撲の世界にいましたが、幕内に上がるだけでもすごいのに、まさか三賞とは」と感激していた。西前頭2枚目まで番付を戻した翌7月場所前の7月4日、7場所連続休場中の稀勢の里が異例となる3日連続出稽古で九重部屋へ出向いて千代の国を指名し、11番取って千代の国の3勝8敗。最後は横綱に体力負けして6連敗したが、序盤までは3勝2敗だった。但し、その稀勢の里は翌5日に横綱単独ワーストとなる8場所連続休場を表明している。その7月場所は4日目に白鵬が休場し不戦勝、6日目も鶴竜が休場し不戦勝。一場所に二度の不戦勝は16年7月場所の魁聖以来で、一場所で横綱2人からの不戦勝は99年11月場所の玉春日以来の珍事となった。10日目終了時点で6勝4敗と、初めての幕内上位での勝ち越しが見えていたが、自身も12日目の玉鷲戦で左肘を負傷し13日目から休場となった。9月場所は7日目の稀勢の里戦で58秒9の大相撲を演じるが、4勝11敗の大敗。
2019年1月場所は左膝複合靱帯損傷により自身3度目となる勝ち越し後の途中休場を喫する。1月28日に手術を行い、5月場所直前の段階では「今後約1カ月の加療を要する見込み」と伝えられ、5月場所中の復帰は困難と見られた。休場中の8月に行われた部屋の北海道合宿では部屋の序二段にも歯が立たない状態であった。そのため、他の力士よりも1時間早く起きて1時間四股を踏んでから序ノ口を相手に稽古をして少しずつ調子を戻した。4場所連続の休場を経て9月場所で復帰し、西幕下46枚目の地位で7戦全勝での優勝を果たした。11月場所は勝ち越せば関取復帰が望める西幕下2枚目まで番付を回復し、この場所の4番相撲で3勝1敗となって関取復帰まであと一歩であったが残りを3連敗して3勝4敗と負け越し、場所後の関取復帰を逃した。なお、この場所6日目の3番相撲の琴勝峰戦は十両との対戦であったため、1月場所10日目以来となる大銀杏を結って土俵に上がった（引き落としで白星）。7番相撲の取組後「相手が強かった。全然ダメ。もっと強くならないと上で戦えないので頑張ります」と、悔しさを必死で抑えながら話した。しかしその後も調子が上がらず、2場所連続で3勝に終わった。しかし、幕下12枚目まで番付を落とした2020年7月場所では7戦全勝で幕下優勝を飾った。奇しくも優勝が確定した場所13日目は入門時の師匠である13代九重の命日である。場所が2週間延期されなければこの日に大相撲の本場所の取組が行われることは有り得なかったため、この日の取組（栃清龍戦）が実現した際には「何かの巡り合わせというか意味があるんじゃないですかね」としみじみと話しており、この日に国技館入りする前には仏壇の前で「必ず勝ってきます」と亡き13代九重に向かって手を合わせたといい、誓い通り勝って優勝した格好となった。幕下15枚目以内での優勝なので相撲協会の内規により再十両が確定的となった。西十両11枚目で迎えた9月場所では、初日から3連勝した後、4日目に白鷹山に敗れたが、5日目からは白星を順調に重ねていき、1敗で十両優勝争いのトップを独走。14日目に若元春を突き落として、通算3度目の十両優勝を決定させた。千秋楽も白星で締め、14勝1敗で終えて再入幕も濃厚とした。幕内から幕下に陥落し、そこから幕内に復帰することを2回経験したのは大相撲史上3人目。再入幕となった11月場所は10勝5敗の好成績を収め、自身2度目の敢闘賞を受賞。敢闘賞の受賞は千秋楽に勝つという条件付きであり、本人は取組直前にそれを知って驚いたという。復活を遂げ、2021年の目標を「もっと強くなりたい。三役に上がりたいと思います」と掲げ、「けがしない体。あとは気持ち」と話した。
9月場所は14日目の碧山戦でのつき手での幸運な勝利も手伝って9勝6敗の勝ち越し。
2023年5月場所は初日から9連敗し「両膝半月板損傷、左変形性膝関節症」との診断書を提出し共に9連敗だった炎鵬と同時に10日目から休場した。このため、3度目の関取陥落が濃厚となった。
翌7月場所は初日から全休するも、13日目にあたる2023年7月21日、現役引退と年寄「佐ノ山」の襲名が発表された。
22日に引退会見を開き、名古屋場所である7月場所は御当所で、十両優勝経験もある「すごく縁起のいい場所だった」と話すものの「去年の春場所（の負け越し）で幕内から陥落して膝の状態がだいぶ悪くなり、思うような相撲が全く取れなくなった。精いっぱい、やれることはやりましたが、気持ちと体の限界がきて決意しました。地元の名古屋なので（引退の）タイミングなのかな」と語った。三役も目前だったが「未練と言えば三役に上がれなかったことに心残りはありますが、やり切ったので後悔はありません」と話した。会見では現役時代に自身を支えてくれた関係者への感謝から嗚咽を漏らしながら涙した。思い出の一番には、2017年5月場所2日目の横綱鶴竜から奪った、自分らしい激しく動き回る相撲での唯一の金星を挙げた。師匠の九重は実際に引退を決める以前にも2回「限界なのでは」とそれとなく声を掛けたが、本人が現役続行を望んでいたため進退の決断は千代の国本人に委ねた。それでも九重は「心の準備はしていた」という。
2023年10月9日、10日に地元の伊賀市に引退方向へ赴いた。10日は伊賀市役所に岡本栄市長を訪問した。思い出の取組を聞かれ「金星をあげた一番。座布団が舞う土俵の中心に自分がいる。夢のような時間でした」と振り返った。後援会長の中村信通も「部屋に行き、引退を聞いた時、千代の国も少し涙ぐんでいた。何とも言えずに納得した」と話した。
2024年6月8日には断髪式が行われ、出席者のオール巨人のオフィシャルブログでの証言によると450人が出席。歌はSEAMOが『Continue』と『マタアイマショウ』の2曲を熱唱。止め鋏は師匠の九重(元大関・千代大海)が入れた。引退直前には5分続けて歩くのも難しい状況だったことを明かし「歩けなくなるまで好きなことをやらせてもらえた。幸せ者」と感慨に浸った。兄の元千代の眞の賢澄は最後の一番で対戦予定だったがそれも叶わず「断髪者一覧」として「澤田賢澄」の名が呼び上げられた。この時点で賢澄は奇跡的に目が開いて声掛けに反応できるまで回復しているという。

## 取り口
突き押しが得意である一方、残り腰に任せた相撲も見せる。相撲は軽いが、突っ張りあり、藤島（元大関・武双山）のコラムによると、左を差して強引な投げありと、激しく動き回る相撲が持ち味。柔道の経験が活きているのか投げは強烈であり、しばしば投げの打ち合いで勝って白星を収める。2016年9月場所前の座談会では、同年7月場所の7日目に遠藤を上手投げで破った相撲を35代木村庄之助から称賛され、本領の押し相撲でも同場所中日の逸ノ城戦に関して34代式守伊之助から高評価を与えられた。しかし怪我が多く、此まで怪我による長期休場で幕下にまで陥落したことが2度あり、同じ座談会では千代の国の怪我の多さが指摘されており、35代木村庄之助は「身体の割に相撲が大きいよ。だからケガが多いんだと思う。うち（立浪部屋）の天空海みたいなものだな。すぐに投げにいく。柔道をやっていて足腰がいいから、どうしても投げに頼っちゃうのかな。千代の国も柔道をやっていたんでしょ?」と話していた。事実、前述した2013年7月場所5日目の碧山戦などのように、無茶な残し方をすることが多い。
元琴錦の朝日山からは「突っ張りが上突っ張りであることから威力に欠け、それ故に攻め切れず引いてしまって土俵際の逆転に懸けざるを得ず、それが怪我を誘発する」という趣旨の指摘を受けており「相撲（の組み立て）がバラバラ」という表現をされている。同時に朝日山は「稽古場では、自分のテーマを決めてほしいのです。きょうは負けても絶対に引かない、叩かない、いなさない、前に出るだけ、という稽古です」と助言を行っており「また、格下力士をつかまえて稽古をつけるときに自分の相撲を作り上げるのも有効な方法です」とも話している。
2017年3月場所後の座談会では阿武松（元関脇・益荒雄）が「飛んだり跳ねたりしますが、右の前ミツを取ることを覚えましたね。力もついたし体も大きくなっています。どこかで本格的な四つ相撲の力士になる可能性はあります、楽しみです」と取り口の変化について言及されている。膝の状態が悪い時には稽古のためのテーピングをするだけで1時間半を要し、タイヤのゴムチューブ6本で膝を固めて稽古する時もあった。右差しが深く入ると強いが、2017年5月場所3日目の稀勢の里戦が終わった後の支度部屋では「惜しかった。重かったです。右があんなに深く入ったのに…。横綱は凄かったです」とその意外な展開に驚くコメントを残した。
速攻相撲の力士には残り腰を持て余しがちであり、2017年5月場所初日の白鵬戦で敗れた際には「横綱は速かった。力を出す前にやられてしまった」と、同場所4日目の日馬富士戦で敗れた際には「横綱はスピードが速くて全然残せませんでした」とそれぞれコメントしている。2017年9月場所直前のコラムでは浅香山（元大関・魁皇）が「立ち合いからそのまま突き押しでいけるところで、ちょっと中に入ったら、すぐにすくって投げようとしたり、おっつけているのにまわしを取りにいったりする。それで投げにいってけがをする。いわば『けがをする相撲』だ。おっつけるのであれば、そのまま徹底的に絞って絞って、相手を窮屈にしてまわしを取るのであれば、それでいいが、千代の国はすぐに強引な投げを打ってしまう。差しきってもいないのに、いきなりすくい投げにいくのも、けがをしにいっているようなもの。けがをしない体があればそれで通用するかもしれないけれど、千代の国はそこまで体が大きいわけでもない。あれだけの瞬発力があり、動きも速いわけだから、もっと突き押しに徹した方がいいのではないか。中途半端な相撲は怖い。前に出る相撲を取っていれば、けがもそうそうないはずだ」と注文を付けている。2021年11月場所中にABEMAの大相撲中継の解説を務めた花田虎上は、相手をよく見て下から攻める相撲を評価していた。

## エピソード

### 四股名について
- 「千代の国」という四股名は同じ九重部屋の力士が平成元年3月場所から平成10年5月場所に引退するまで名乗っていた。最高位は西幕下55枚目[53]。
- 四股名に因んで日の丸があしらわれた化粧廻しを贈られている[54]。

### 取組関連
- 三段目のころ出稽古で高見盛との三番稽古で何番も勝った後、悔しがった高見盛から土俵でいきなりラリアットとキックを見舞われたという体験をしている。[55]
- 2011年9月場所2日目（2011年9月12日）、準備運動において息を止めて頭に血を上らせることで取組に向けての気合いを高めていたところ、逆に息を止め過ぎて気を失って倒れてしまい、顔を床に打ち付けて流血してしまった。応急処置を受けた後で佐田の海との対戦に臨み勝利したが、それから病院へ直行し、結果的には右目の上を8針縫うという重傷となった。翌3日目は負傷箇所に絆創膏を貼って強行出場し、高見盛との対戦にも勝利したが、対戦の際に傷口が開いてしまい再び流血した。本人は「（息止めは）もう怖いのでやっていません。深呼吸をしています」と語った[56]。
- 2016年7月場所7日目、遠藤と対戦して下手投げで勝ち、10本の懸賞金を手にした。10本の懸賞を手にした千代の国は「同体かと思ったけど、良かったです。必死だった。懸賞がいっぱい懸かって、よっしゃと思った。3本以上が懸かった一番で、勝ったことがなかったので、力を出し切れました」と喜んだ。その上で遠藤について「あれで（今場所）1回も勝っていないなんて、すごいな。超強いじゃないですか」と驚嘆。その遠藤は顔から落ちたことについて「とっさです」と言い「負けは負けなので。明日頑張ります」とだけ話した[57]。

### 取組以外の相撲関連
- 2015年8月に部屋で行われた北海道合宿では、13代九重から「お前、そろそろ本気で考えないとダメだぞ。酒をやめろ」と叱咤された。以降「幕内に戻っておいしいお酒を飲もうじゃないか」という13代九重の言葉を励みに再入幕を果たした。2016年7月場所初日に「白星おめでとう。誕生日おめでとう」とLINEが来たが、それはすでに膵臓癌に侵された13代九重からの最後のLINEであった。その後死去した13代九重とは一緒に酒を飲む機会が無くなり、千代の国は「もっと早く自分が変わっていればこの姿を見せられたのに…」と悔やむが、それをバネに三役を目指せるところまで番付を上げるに至った[58]。
- 2017年4月8日の春巡業藤沢場所で30万円もする超音波治療器を使って膝の周辺をマッサージしていた様子を雑誌で伝えられた[59]。
- 2017年6月3日、13代九重親方が眠る東京都台東区の玉林寺で、部屋によって恒例のちゃんこ振る舞いなどのイベントが開催され、千代の国は13代九重の墓前で祈った。イベントは今年で6回目となり、13代九重の誕生日だった1日に納骨が行われていた。直前の5月場所は東前頭筆頭の地位で2勝13敗の大敗であった千代の国は「悔しい結果になった。何としてでも強くなって、もう一度リベンジしたい。このまま終わりたくない」と先代の墓前に誓い、勉強の場所として臨んだわけではない5月場所について「初上位だから仕方がないと言われるのは悔しい」と言い「すべてが足りないと実感できたことが収穫です」とご当所の名古屋場所へ闘志を燃やしていた[60]。
- 2017年7月場所初日の朝、千代の国は不思議な気持ちで目覚めたが、目が覚める前の夢に13代九重が現れた。「師匠を夢で見たのは1年ぶりでした」「目が覚めると忘れてしまったんですが、すごく良い言葉を掛けてもらった気がする。どんな言葉だったか、思い出したいなぁ。みんな泣いていました」と語る[61]。
- 2017年9月場所14日目の魁聖戦では土俵際の粘りが冴え、場所後のトークライブでこの場所の会心の相撲と話している。実は前日の琴奨菊戦で足首を痛めており、その夜には治療に3時間を所要している。同じトークライブで、苦手な力士として松鳳山を挙げており、突き押しや四つの技量もスピードも、何もかも自分を上回ると評している。その松鳳山、錦木、竜電とは同期生であることから仲良くしている[8]。

### プライベート・趣味その他
- 怪我で関取の地位を失っていた頃、現在の妻となる女性と同棲中であった千代の国はその女性には3LDKのマンションからワンルームに引っ越してもらった[12]。
- 好きな花はヒマワリ。2017年に行われた日刊スポーツの絵日記企画ではヒマワリの絵を描いている[62]。
- 2017年11月の雑誌の記事では、怪我続きのため鍼や整体などの治療が趣味となってしまっていることを話している[5]。
- 元プロ野球選手の中田賢一は自身とそっくりという評判で、2020年の春季キャンプ中も話題になった[63]。
- 2021年1月場所は、所属する九重部屋で2019年新型コロナウイルスの集団感染があったため休場した。3月場所中のマスコミ取材によると、1月中は部屋にも立ち寄らず外出自粛をして家族とともに自宅で過ごした。炭水化物を抜いて体重増を抑え、3kg増に留めたという[64]。
- 協会公式プロフィールによると好きなアーティストは矢沢永吉。好物は肉、うなぎ。趣味は健康管理[65]。

## 主な成績

### 通算成績
- 通算成績：539勝452敗180休（102場所）
- 幕内成績：199勝216敗95休（34場所）

### 各段優勝
- 十両優勝3回（2012年7月場所、2016年5月場所、2020年9月場所）
- 幕下優勝2回（2019年9月場所、2020年7月場所）
- 三段目優勝1回（2015年3月場所）
- 序二段優勝1回（2009年3月場所）

### 三賞・金星
- 三賞：2回
  - 敢闘賞：2回（2018年5月場所、2020年11月場所）
- 金星：1個
  - 鶴竜1個（2017年5月場所）

### 場所別成績
| | 一月場所 初場所（東京）   | 三月場所 春場所（大阪）  | 五月場所 夏場所（東京）  | 七月場所 名古屋場所（愛知） | 九月場所 秋場所（東京） | 十一月場所 九州場所（福岡） |
| --- | ------------------------- | ------------------------ | ------------------------ | --------------------------- | ----------------------- | --------------------------- |
| 2006年 （平成18年） | x                         | x                        | （前相撲）               | 西序ノ口38枚目 6–1          | 序二段76枚目 休場 0–0–7 | 東序ノ口26枚目 5–2          |
| 2007年 （平成19年） | 西序二段97枚目 4–3        | 東序二段71枚目 6–1       | 東序二段筆頭 3–4         | 西序二段16枚目 休場 0–0–7   | 西序二段87枚目 5–2      | 東序二段47枚目 4–3          |
| 2008年 （平成20年） | 東序二段21枚目 4–3        | 東三段目100枚目 4–3      | 西三段目81枚目 5–2       | 西三段目51枚目 5–2          | 東三段目22枚目 3–4      | 西三段目34枚目 休場 0–0–7   |
| 2009年 （平成21年） | 西三段目94枚目 休場 0–0–7 | 西序二段55枚目 優勝 7–0  | 東三段目55枚目 4–3       | 東三段目41枚目 6–1          | 東幕下54枚目 2–5        | 東三段目18枚目 4–3          |
| 2010年 （平成22年） | 東三段目8枚目 4–3         | 東幕下58枚目 6–1         | 東幕下24枚目 4–3         | 西幕下20枚目 2–5            | 東幕下36枚目 3–4        | 東幕下41枚目 6–1            |
| 2011年 （平成23年） | 西幕下17枚目 5–2          | 八百長問題 により中止    | 東幕下9枚目 5–2          | 東十両11枚目 8–7            | 東十両9枚目 10–5        | 東十両3枚目 9–6             |
| 2012年 （平成24年） | 東前頭13枚目 9–5–1        | 東前頭8枚目 3–10–2       | 西前頭14枚目 休場 0–0–15 | 東十両11枚目 優勝 11–4      | 東十両3枚目 10–5        | 西前頭14枚目 5–10           |
| 2013年 （平成25年） | 東十両2枚目 9–6           | 東前頭14枚目 7–8         | 東前頭15枚目 9–6         | 西前頭10枚目 2–4–9          | 西十両2枚目 7–8         | 西十両3枚目 7–6–2           |
| 2014年 （平成26年） | 東十両5枚目 7–8           | 東十両6枚目 9–6          | 西前頭16枚目 0–2–13      | 西十両11枚目 6–9            | 西十両13枚目 3–5–7      | 東幕下8枚目 休場 0–0–7      |
| 2015年 （平成27年） | 西幕下48枚目 休場 0–0–7   | 西三段目28枚目 優勝 7–0  | 西幕下18枚目 4–3         | 西幕下14枚目 4–3            | 東幕下10枚目 5–2        | 西幕下4枚目 5–2             |
| 2016年 （平成28年） | 西十両13枚目 10–5         | 東十両7枚目 9–6          | 東十両3枚目 優勝 12–3    | 東前頭9枚目 8–5–2           | 東前頭6枚目 8–7         | 西前頭4枚目 5–10            |
| 2017年 （平成29年） | 西前頭8枚目 9–6           | 東前頭6枚目 9–6          | 東前頭筆頭 2–13 ★        | 東前頭11枚目 8–7            | 東前頭7枚目 9–6         | 東前頭4枚目 6–9             |
| 2018年 （平成30年） | 西前頭7枚目 6–9           | 西前頭10枚目 7–8         | 西前頭11枚目 12–3 敢     | 西前頭2枚目 6–7–2           | 東前頭4枚目 4–11        | 東前頭11枚目 5–10           |
| 2019年 （平成31年 /令和元年） | 東前頭15枚目 8–3–4        | 東前頭12枚目 休場 0–0–15 | 西十両7枚目 休場 0–0–15  | 東幕下6枚目 休場 0–0–7      | 西幕下46枚目 優勝 7–0   | 西幕下2枚目 3–4             |
| 2020年 （令和2年） | 東幕下6枚目 3–4           | 東幕下10枚目 3–4         | 感染症拡大 により中止    | 西幕下12枚目 優勝 7–0       | 西十両11枚目 優勝 14–1  | 東前頭14枚目 10–5 敢        |
| 2021年 （令和3年） | 東前頭9枚目 休場 0–0–15   | 東前頭9枚目 8–5–2        | 西前頭3枚目 0–4–11       | 東前頭16枚目 7–8            | 東前頭17枚目 9–6        | 西前頭14枚目 9–6            |
| 2022年 （令和4年） | 東前頭9枚目 4–11          | 西前頭13枚目 5–6–4       | 東十両2枚目 6–9          | 東十両5枚目 8–7             | 東十両2枚目 6–9         | 西十両5枚目 6–9             |
| 2023年 （令和5年） | 東十両7枚目 10–5          | 東十両2枚目 3–12         | 西十両9枚目 0–10–5       | 西幕下5枚目 引退 0–0–7      | x                       | x                           |
| 各欄の数字は、「勝ち-負け-休場」を示す。 優勝 引退 休場 十両 幕下 三賞：敢=敢闘賞、殊=殊勲賞、技=技能賞 その他：★=金星 番付階級：幕内 - 十両 - 幕下 - 三段目 - 序二段 - 序ノ口 幕内序列：横綱 - 大関 - 関脇 - 小結 - 前頭（「#数字」は各位内の序列） |                           |                          |                          |                             |                         |                             |

1. ↑  右肩関節脱臼のため14日目から途中休場
2. ↑  右肩関節亜脱臼のため13日目から途中休場
3. ↑  右肩関節脱臼のため初日から休場
4. ↑  左太もも二頭筋損傷のため6日目から途中休場
5. ↑  右踵骨挫傷などのため13日目から途中休場
6. ↑  右踵骨骨折のため2日目から途中休場
7. ↑  両膝半月板損傷のため中日から途中休場
8. ↑  右膝内側半月板損傷と右膝ロッキングのため13日目から途中休場
9. ↑  左肘内側側副靭帯損傷のため13日目から休場
10. ↑  左膝複合靱帯損傷のため11日目から休場
11. ↑  左膝複合靱帯損傷のため初日から休場
12. ↑  左膝複合靱帯術後のため初日から休場
13. ↑  2019新型コロナウイルス感染者と濃厚接触した可能性があるため初日から休場
14. ↑  右母指脱臼、左肋骨骨折により13日目から休場
15. ↑  左膝半月板損傷、骨挫傷のため4日目から休場
16. ↑  左三角筋筋損傷のため7日目から休場、12日目から再出場
17. ↑  両膝半月板損傷、左変形性膝関節症のため10日目から休場
18. ↑  13日目に引退

### 幕内対戦成績
| 力士名   | 勝数 | 負数 | 力士名 | 勝数 | 負数 | 力士名   | 勝数 | 負数 | 力士名     | 勝数 | 負数 |
| -------- | ---- | ---- | ------ | ---- | ---- | -------- | ---- | ---- | ---------- | ---- | ---- |
| 碧山     | 9    | 8    | 明瀬山 | 1    | 0    | 天空海   | 2    | 2    | 朝赤龍     | 0    | 1    |
| 朝乃山   | 0    | 2    | 旭日松 | 1    | 0    | 東龍     | 1    | 0    | 阿炎       | 1    | 5(1) |
| 安美錦   | 1    | 0    | 荒鷲   | 5(1) | 4    | 勢       | 3    | 8(1) | 石浦       | 7    | 0    |
| 逸ノ城   | 4    | 4    | 一山本 | 2    | 1    | 宇良     | 0    | 2    | 遠藤       | 5    | 5    |
| 炎鵬     | 1    | 0    | 阿武咲 | 1    | 2    | 大岩戸   | 0    | 1    | 隠岐の海   | 6    | 6    |
| 魁聖     | 5    | 7    | 臥牙丸 | 2    | 2    | 輝       | 5    | 2    | 鶴竜       | 2(1) | 0    |
| 稀勢の里 | 1(1) | 2    | 北太樹 | 0    | 1    | 北磻磨   | 1    | 0    | 旭秀鵬     | 1    | 1    |
| 旭大星   | 1    | 0    | 旭天鵬 | 2    | 0    | 豪栄道   | 0    | 4    | 荒篤山     | 0    | 1    |
| 琴恵光   | 5    | 1    | 琴奨菊 | 1    | 3    | 琴勝峰   | 1    | 0    | 琴ノ若     | 1    | 2    |
| 琴勇輝   | 7    | 1    | 磋牙司 | 1    | 1    | 佐田の海 | 5    | 4    | 佐田の富士 | 1    | 1    |
| 志摩ノ海 | 1    | 3    | 常幸龍 | 0    | 1    | 正代     | 1    | 2    | 翔天狼     | 2    | 0    |
| 松鳳山   | 3    | 8    | 蒼国来 | 3    | 2(1) | 双大竜   | 1    | 0    | 大奄美     | 4    | 2    |
| 大栄翔   | 3    | 3(1) | 大喜鵬 | 1    | 0    | 大翔丸   | 4    | 4    | 大道       | 3    | 2    |
| 貴景勝   | 3    | 0    | 貴ノ岩 | 3    | 3(1) | 隆の勝   | 0    | 4    | 隆の山     | 2    | 0    |
| 髙安     | 1    | 6    | 宝富士 | 0    | 10   | 豪風     | 4    | 5    | 玉鷲       | 3    | 5    |
| 剣翔     | 2    | 2    | 照強   | 2    | 1(1) | 照ノ富士 | 0    | 1    | 天鎧鵬     | 1    | 0    |
| 時天空   | 0    | 2    | 德勝龍 | 4    | 2    | 土佐豊   | 0    | 1    | 栃煌山     | 5    | 4    |
| 栃ノ心   | 4    | 8(1) | 翔猿   | 2    | 1    | 豊響     | 0    | 4(1) | 鳰の湖     | 1    | 0    |
| 錦木     | 5    | 1    | 白鵬   | 1(1) | 2    | 日馬富士 | 0    | 1    | 英乃海     | 2    | 1    |
| 富士東   | 2    | 2    | 豊昇龍 | 1    | 2    | 豊真将   | 0    | 1    | 北勝富士   | 4    | 3    |
| 誉富士   | 1    | 0    | 舛ノ山 | 2    | 0    | 御嶽海   | 0    | 8    | 翠富士     | 1    | 0    |
| 雅山     | 0    | 1    | 妙義龍 | 4    | 3    | 明生     | 1    | 2    | 矢後       | 0    | 1    |
| 豊山     | 5    | 4    | 芳東   | 1    | 0    | 嘉風     | 3    | 8(1) | 竜電       | 2    | 0    |
| 若荒雄   | 0    | 1    | 若隆景 | 0    | 1    | 若の里   | 2    | 0    |            |      |      |

## 改名歴
力士
- 澤田 憲輝（さわだ としき）2006年5月場所 - 2008年1月場所
- 千代の国 憲輝（ちよのくに - ）2008年3月場所 - 2023年7月場所

年寄
- 佐ノ山 憲輝（さのやま としき）2023年7月21日 -